# Mario Lega
Mario Lega   (Lugo, 20 de febrer de 1949) és un antic pilot de motociclisme italià que va guanyar el Campionat del Món de 250cc de 1977 com a membre de l'equip de fàbrica de Morbidelli.

## Resultats al Mundial de motociclisme
Barem de puntuació de 1969 a 1987:
| Posició | 1  | 2  | 3  | 4 | 5 | 6 | 7 | 8 | 9 | 10 |
| Punts   | 15 | 12 | 10 | 8 | 6 | 5 | 4 | 3 | 2 | 1  |

(Ids. Grans Premis | Llegenda) (Curses en negreta indiquen pole; curses en  itàlica indiquen volta ràpida)
| Any  | Categoria | Equip      | 1     | 2     | 3     | 4     | 5      | 6      | 7     | 8     | 9      | 10    | 11    | 12    | 13    | Punts | Posició | Victòries |
| ---- | --------- | ---------- | ----- | ----- | ----- | ----- | ------ | ------ | ----- | ----- | ------ | ----- | ----- | ----- | ----- | ----- | ------- | --------- |
| 1973 | 250cc     | Yamaha     | FRA - | AUT - | GER - |       | IOM -  | YUG 4  | NED - | BEL - | CZE 10 | SWE - | FIN - | ESP - |       | 9     | 22è     | 0         |
| 1973 | 350cc     | Yamaha     | FRA - | AUT - | GER - | NAT 8 | IOM -  | YUG -  | NED - |       | CZE -  | SWE - | FIN - | ESP - |       | 3     | 36è     | 0         |
| 1973 | 500cc     | Yamaha     | FRA - | AUT - | GER - |       | IOM -  | YUG -  | NED - | BEL - | CZE 7  | SWE - | FIN - | ESP - |       | 4     | 34è     | 0         |
| 1974 | 350cc     | Yamaha     | FRA - | GER - | AUT - | NAT 2 | IOM -  | NED -  | BEL - | SWE - | FIN -  | CZE - |       |       |       | 12    | 18è     | 0         |
| 1975 | 250cc     | Yamaha     | FRA - | ESP - |       | GER - | NAT 6  | IOM -  | NED - | BEL - | SWE -  | FIN - | CZE - | YUG - |       | 5     | 26è     | 0         |
| 1975 | 350cc     | Yamaha     | FRA - | ESP - | AUT - | GER - | NAT -  | IOM -  | NED - |       |        | FIN - | CZE - | YUG 7 |       | 4     | 32è     | 0         |
| 1977 | 250cc     | Morbidelli | VEN 9 | GER - | NAT 2 | ESP 5 | FRA 4  | YUG 1  | NED 5 | BEL 3 | SWE 2  | FIN 7 | CZE 3 | GBR - |       | 85    | 1r      | 1         |
| 1977 | 350cc     | Morbidelli | VEN - | GER - | NAT 2 | ESP - | FRA -  | YUG -  | NED - |       | SWE 11 | FIN - | CZE - | GBR - |       | 12    | 19è     | 0         |
| 1978 | 250cc     | Morbidelli | VEN 6 | ESP 6 |       | FRA - | NAT -  | NED 10 | BEL 6 | SWE 7 | FIN 3  | GBR - | GER - | CZE 3 | YUG 7 | 44    | 7è      | 0         |
| 1978 | 350cc     | Yamaha     | VEN - |       | AUT - | FRA - | NAT 10 | NED -  | BEL - | SWE - | FIN -  | GBR - | GER - | CZE - | YUG - | 1     | 27è     | 0         |